# Jacques Daléchamps
Jacques Daléchamps of D’Aléchamps (1513, Caen – 1 maart 1588, Lyon) was een Frans arts, botanicus en filoloog. Zijn grootste bekendheid verwierf hij met zijn Latijnse vertaling van de Deipnosophistae van Athenaeus van Naucratis, aangevuld met noten.

## Levensschets
Hij ging in 1545 naar de Universiteit van Montpellier, waar hij in 1547 de titel van doctor verwierf. Hij studeerde bij Guillaume Rondelet. Na enkele jaren in Grenoble en Valence te hebben gewoond, verhuisde hij in 1552 naar Lyon. In deze stad, waar hij tot zijn dood bleef wonen, beoefende hij de geneeskunde in het ziekenhuis Hôtel-Dieu.
In 1570 publiceerde hij in Lyon zijn Chirurgie françoise, gebaseerd op het zesde boek van De re medica van Paulus van Aegina, over chirurgie. In 1572 verscheen daar ook zijn Franse vertaling van het werk van Galenus (Administrations anatomiques de Claude Galien, traduictes fidèlement du grec en françois). Hij vertaalde ook werk van andere klassieke auteurs zoals Plinius de Oudere, en droeg daarmee bij aan het populariseren van de werken uit de oudheid.
Zijn invloedrijkste werk is Historia generalis plantarum, verschenen in Lyon in 1586. Het is een compilatie van alle botanische kennis van zijn tijd. Dit boek wordt ook wel Historia plantarum Lugdunensis genoemd omdat het in Lyon werd uitgegeven. In het werk worden 2731 planten beschreven, een recordaantal voor die tijd, vergezeld van illustraties, sommige gekopieerd van Mathias de l'Obel. Hoewel Daléchamps naam als enige op de titelpagina voorkomt, lijdt het geen twijfel dat sommige delen uit de pen van Johann Bauhin en Jean des Moulins komen. Daléchamps had Des Moulins belast met de redactie van zijn aantekeningen, en we weten niet wie van de twee waarvoor verantwoordelijk was. Gaspard Bauhin publiceerde er in 1601 een nogal felle kritiek op.

## Publicaties
- De peste libri tres, Lyon, 1552 (online op Gallica)
- Chirurgie françoise, Lyon, 1570 (online op Gallica, editie 1610 op Google books)
- Administrations anatomiques de Claude Galien, traduictes fidèlement du grec en françois par M. Jaques Dalechamps, … corrigées en infinis passages avec extrême diligence du traducteur, Lyon, 1572 online op Google books
- Deipnosophistae van Athenaeus van Naucratis, in Latijnse vertaling en met commentaren, 1583
- Historia generalis plantarum, Lyon, deel 1 1587 en deel 2 1586

## Eerbewijzen
- Charles Plumier vernoemde in 1703 het plantengeslacht Dalechampia, nu in de familie Euphorbiaceae, naar hem.
- Urospermum dalechampii, een composiet, werd, als Tragopogon dalechampii door Linnaeus in 1753 naar hem vernoemd.
- Quercus dalechampii, een eik, werd in 1830 door Michele Tenore naar hem vernoemd.

- Bibsys: 90806788
- Biblioteca Nacional de España: XX900740
- Bibliothèque nationale de France: cb125120062 (data)
- Author citation (botany): Daléchamps
- Catàleg d'autoritats de noms i títols de Catalunya: 981058518441506706
- Gemeinsame Normdatei: 10009953X
- International Standard Name Identifier: 0000 0001 2277 0223
- Library of Congress Control Number: nr90000585
- Nationale Bibliotheek van Tsjechië: mzk2008473376
- Nationale Bibliotheek van Israël: 987007291803005171
- Istituto Centrale per il Catalogo Unico: BVEV018804
- LIBRIS: 284314
- Système universitaire de documentation: 034356266
- Virtual International Authority File: 17329486
- WorldCat: E39PBJcgykQDXfjp6vJPDHmPQq